# نادي المحافظة
نادي المحافظة الرياضي، نادي سوري لكرة القدم مقره دمشق. يلعب الفريق حاليا في الدوري السوري الدرجة الأولى الدرجة الثانية لكرة القدم السورية.
تأسس نادي محافظة دمشق الرياضي والاجتماعي بتاريخ 23/7/1988 بناء على : كتاب من محافظة دمشق برقم 1213/ و.م.م تاريخ 4/5/1988 وقرار الاتحاد الرياضي العام رقم 452 تاريخ 23/7/1988 والمعّدل بالقرار رقم 175 تاريخ 28/2/1996 وبناء علية تم اعتماد الألعاب الرياضية التالية: كرة قدم – كرة طائرة – شطرنج – كرة مضرب – كرة طاولة – ملاكمة .
ومن ثم تمّ إلغاء اعتماد عدد من الألعاب واعتماد أخرى حتى أصبح عددها في نهاية 2009 18 لعبة وهم (كرة قدم – شطرنج – كرة مضرب – كرة طاولة- ملاكمة- كيك بوكسينغ- رفع أثقال- تايكوندو- مصارعة حرة ورومانية- كاراتيه- جودو- سباحة- ترياثلون- الدراجات- جمباز إيقاعي- جمباز فني- بلياردو وسنوكر- ألعاب قوى)

## تأسيس النادي
تم تشكيل فريق كرة قدم من العاملين في محافظة دمشق وتشكيل فريق كرة طائـــرة أنثوي من العاملات في محافظــة دمشق وشارك هذان الفريقان ببطولة عمال دمشق لعام 1988وحققا المركز الأول ثم شاركا على مستوى القطر وحققا المركز الأول وبناء عليه تم إحداث نادي رياضي اجتماعي خاص بمحافظة دمشق بقرار من محافظة دمشق والاتحاد الرياضي العام.

## الإنجازات
- الدوري السوري الدرجة الأولى، مرتان: 1999، 2012.
- بطولة دمشق الدولية [الإنجليزية]، المركز الثاني عام 2009.